# Namiboniscus brevicornis
Namboniscus brevicornis là một loài chân đều trong họ Olibrinidae. Loài này được Schmidt miêu tả khoa học năm 2001.